# Ikoma Takatoshi
Ikoma Takatoshi (生駒 高俊?; 1611 – 4 agosto 1659) fu un daimyō giapponese del periodo Edo appartenente al clan Ikoma, in seguito daimyō del dominio di Takamatsu.

## Biografia
Figlio di Ikoma Masatoshi, succedette al padre nel 1621. A causa della cattiva amministrazione del feudo, fu espropriato ed esiliato a Dewa (1640). Il dominio di Takamatsu venne dato in gestione al clan Matsudaira. Suo figlio Takakiyo ottenne il piccolo feudo di Yashima (Dewa, 10.000 koku) dove i suoi discendenti vissero fino alla restaurazione Meiji e divennero baroni dopo l'abolizione del sistema han
. 